# Bruno Szordikowski
Bruno Szordikowski (* 11. Juni 1944 in Duisburg; † 17. Dezember 2021 ebenda) war ein deutscher Gitarrist, Herausgeber und Instrumentalpädagoge.

## Leben
Nach einer Ausbildung zum Schlosser studierte Szordikowski Instrumentalpädagogik mit dem Hauptfach Gitarre an der Folkwang-Hochschule in Duisburg bei Leonhard Beck. Später bildete er sich innerhalb des Bochumer Modellversuchs „Instrumentalspiel mit Behinderten“ zum Instrumentallehrer für Sonderpädagogik weiter. Ab 1986 bis 2008 war er als Gitarrenlehrer an der Musikschule der Stadt Mülheim an der Ruhr tätig. Er komponierte mehr als 20 Werke für Gitarre Solo, Duo, Trio, Quartett und Zupforchester, die bei verschiedenen Verlagen erschienen. Zudem bearbeitete und veröffentlichte er Werke für die Gitarre des irischen Komponisten Turlough O’Carolan sowie anderer Komponisten.

## Veröffentlichungen (Auswahl)
- Stimmungsbilder für Gitarre. Mainz 1983, Schott ED 7128
- Kleine Suite für Gitarre. Schweinfurt 1977, Vogt und Fritz Nr. 306, ISMN 979-0-20260024-5, DNB 354112848
- Fünf Impromptus. Schweinfurt 1976, Vogt und Fritz Nr. 304, ISMN 979-0-20260023-8, DNB 354025058
- Quitsch Quatsch. Gitarre. München 2010, Ricordi, ISMN 979-0-20422490-6
- Connemara für vier Gitarren. Hamburg, Trekel, ISMN 979-0-20422490-6, DNB 350496617
- Irish Dreams. Hamburg 1982, Trekel, DNB 1006529020
- Planxty. O’Carolan für Zupforchester, Partitur (Bearbeitung). Hamburg, Trekel. DNB 350496625